# 君が君でいるために
「君が君でいるために」（きみがきみでいるために）は森川美穂の18枚目のシングル。1993年3月17日に東芝EMI/EASTWORLDから発売された。

## 内容
- フジテレビ系放映『若さでアタック!第24回春の高校バレー』テーマ・ソング
- C/W曲「ナチュラルで行こう」はアドベンチャーワールド15周年イメージソング

## 収録曲
1. 君が君でいるために [4:12]
作詞：森川美穂・田辺智沙　作曲：小路隆　編曲：Dr.55
2. ナチュラルで行こう [4:00]
作詞：田辺智沙　作曲：小森田実　編曲：中村哲